# Change Island
Change Island är en ö i Kanada.   Den ligger i provinsen Newfoundland och Labrador, i den östra delen av landet, 1 700 km öster om huvudstaden Ottawa. Arean är 21,8 kvadratkilometer. Change Island och den mindre grannön Diamond Island kallas tillsammans för Change Islands.
Terrängen på Change Island är platt. Öns högsta punkt är 47 meter över havet. Den sträcker sig 11,7 kilometer i nord-sydlig riktning, och 4,3 kilometer i öst-västlig riktning.